# Haralds Silovs
Haralds Silovs (ur. 7 kwietnia 1986 w Rydze) – łotewski łyżwiarz szybki startujący również w short tracku.

## Kariera
Uprawianie łyżwiarstwa Haralds Silovs rozpoczął od short tracku. W tej dyscyplinie zdobył łącznie dziewięć medali mistrzostw Europy w tym złote w klasyfikacji łącznej i biegu na 1500 m w 2008 roku, na 1500 m w 2009 roku oraz w klasyfikacji łącznej i biegu na 1000 m w 2011 roku. W 2010 roku wystąpił na igrzyskach olimpijskich w Vancouver, biorąc udział w konkurencjach długich jak i short tracku. Na mniejszym torze był między innymi dziesiąty w biegu na 1500 m, a na długim zajął dwudzieste miejsce na dystansie 5000 m. Dwa lata później zajął siódme miejsce na wielobojowych mistrzostw świata w Moskwie, gdzie jego najlepszym wynikiem było czwarte miejsce na 500 m. Siódme miejsce zajął również na rozgrywanych w 2013 roku wielobojowych mistrzostw świata w Hamar, gdzie był między innymi trzeci w biegu na 500 m. W 2014 roku startował na igrzyskach olimpijskich w Soczi, najlepszy wynik uzyskując w biegu na 1500 m, który ukończył na czternastej pozycji. Wielokrotnie startował w zawodach Pucharu Świata, przy czym dwukrotne stawał na podium: 10 lutego 2013 roku w Inzell był drugi w starcie masowym, a 3 marca 2013 roku w Erfurcie był drugi na 1500 m. Najlepsze wyniki osiągnął w sezonie 2012/2013, kiedy był dziesiąty w klasyfikacji końcowej startu masowego.